# Rhantus interclusus
Rhantus interclusus är en skalbaggsart som först beskrevs av Walker 1858.  Rhantus interclusus ingår i släktet Rhantus och familjen dykare. Inga underarter finns listade i Catalogue of Life.